# Ramariopsis
Ramariopsis es un género de hongos coral en la familia Clavariaceae. El género posee una distribución amplia y contiene unas 40 especies. Su nombre significa  'que posee la apariencia de Ramaria'.

## Distribución
Las especies de Ramariopsis poseen una distribución amplia en bosques de hoja perenne de los Ghats occidentales, Kerala, India, y se encuentran dispersos en densos grupos en el suelo y rara vez en madera podrida.

## Especies

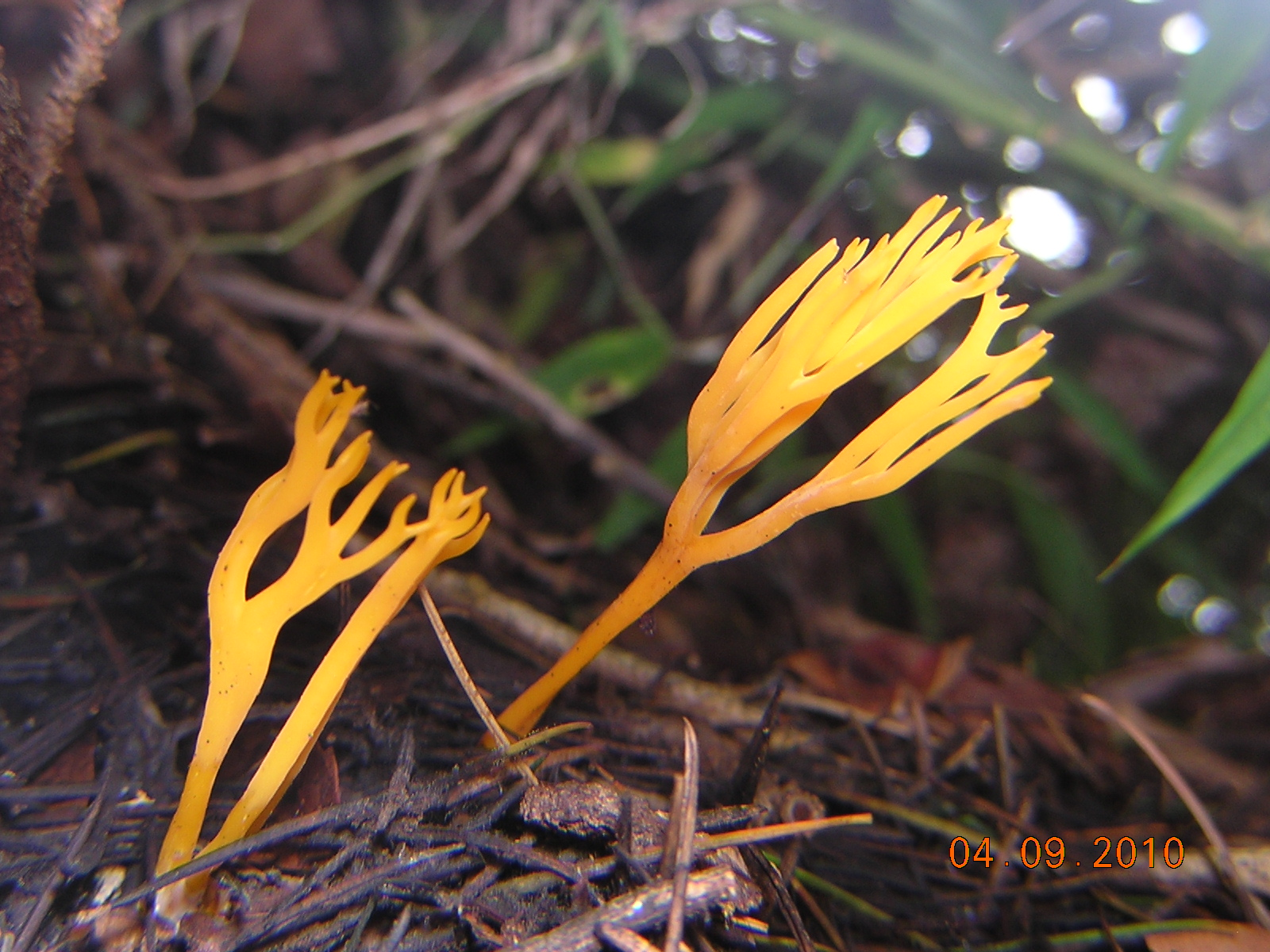
Ramariopsis crocea

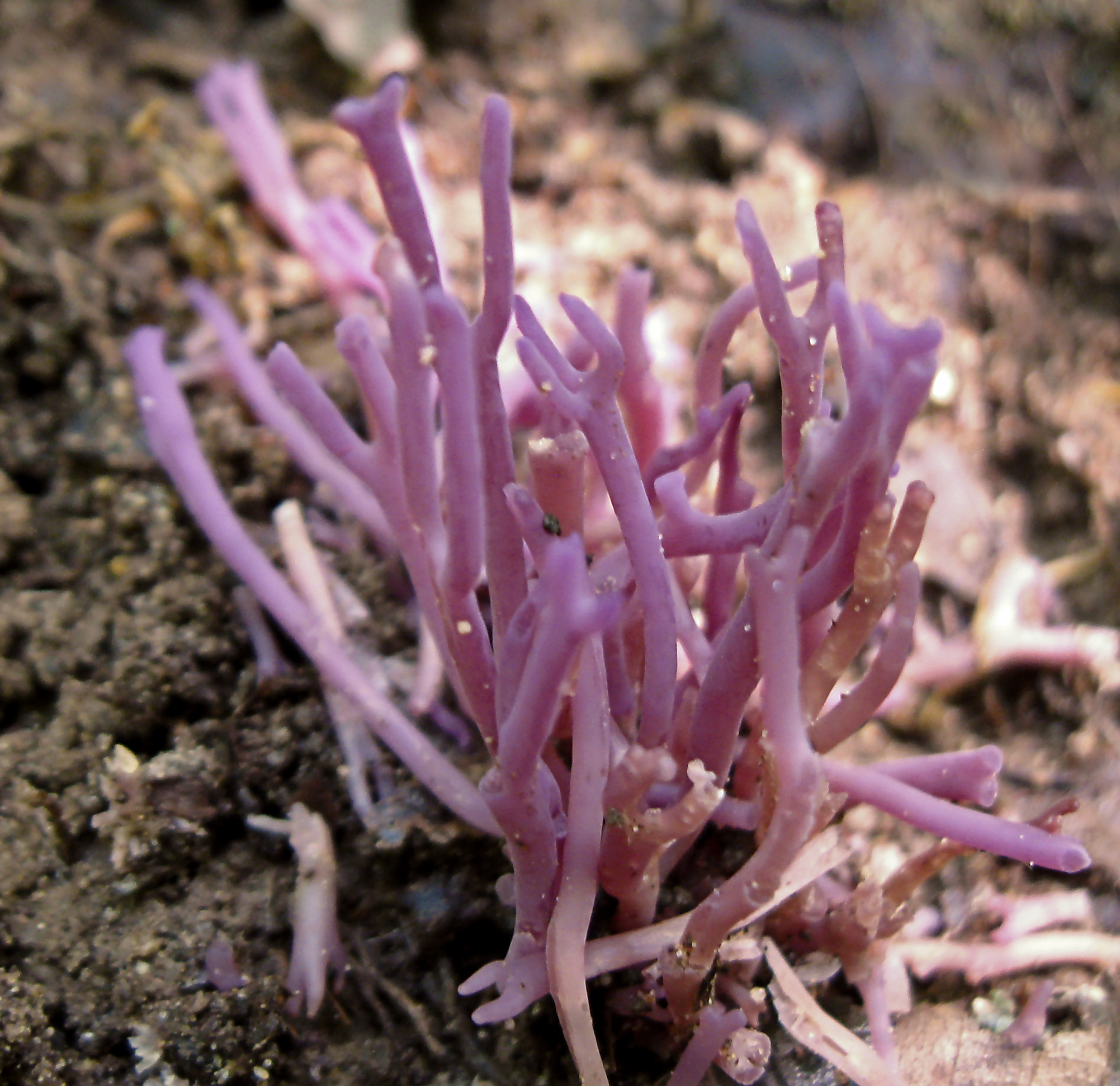
Ramariopsis pulchella

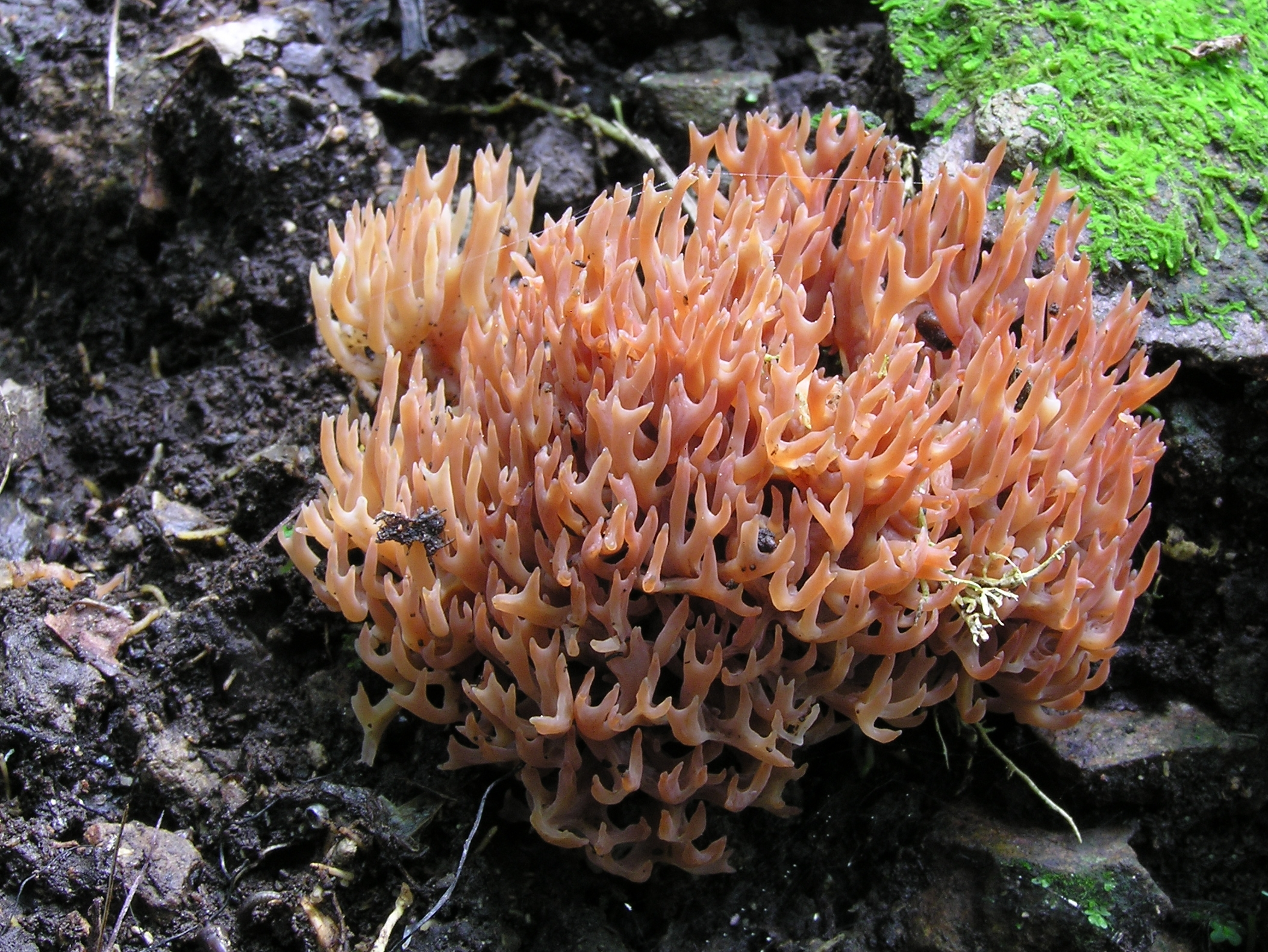
Ramariopsis ramarioides

En agosto del 2015, Index Fungorum incluye 36 especies válidas de Ramariopsis. Petersen describe más de 12 nuevas especies de Nueva Zelanda en 1988.
- R. agglutinata R.H.Petersen 1988 – Nueva Zelanda
- R. alutacea R.H.Petersen 1988 –
- R. agglutinata R.H.Petersen 1988 – Nueva Zelanda
- R. asperulospora (G.F.Atk.) Corner 1950
- R. asterella (G.F.Atk.) Corner 1950
- R. aurantioolivacea R.H.Petersen 1988 – Nueva Zelanda
- R. avellanea  R.H.Petersen 1988 – New Zealand
- R. avellaneo-inversa R.H.Petersen 1988 – Nueva Zelanda
- R. bicolor R.H.Petersen 1988 – Nueva Zelanda
- R. biformis (G.F.Atk.) R.H.Petersen 1964
- R. californica R.H.Petersen 1969
- R. cinnamomipes R.H.Petersen 1978
- R. citrina Schild 1971
- R. clavuligera (R.Heim) Corner 1950
- R. costaricensis L.D.Gómez 1972
- R. cremicolor R.H.Petersen 1988 – Nueva Zelanda
- R. crocea (Pers.) Corner 1950
- R. dealbata (Berk.) R.H.Petersen 1984
- R. flavescens R.H.Petersen 1969
- R. hibernica Corner 1971
- R. holmskjoldii (Oudem.) R.H.Petersen 1978
- R. junquillea R.H.Petersen 1988 – Nueva Zelanda
- R. kunzei  (Fr.) Corner 1950
- R. longipes R.H.Petersen 1988 – Nueva Zelanda
- R. luteotenerrima (Overeem) R.H.Petersen 1988 – Nueva Zelanda
- R. minutula (Bourdot & Galzin) R.H.Petersen 1966
- R. novae-hibernica Corner 1971
- R. ovispora R.H.Petersen 1988 – Nueva Zelanda
- R. pseudosubtilis R.H.Petersen 1969
- R. pulchella (Boud.) Corner 1950
- R. ramarioides R.H.Petersen 1988 – Nueva Zelanda
- R. simplex R.H.Petersen 1988 – Nueva Zelanda
- R. subtilis (Pers.) R.H.Petersen 1978
- R. tenuicula (Bourdot & Galzin) R.H.Petersen 1969
- R. tenuiramosa Corner 1950
- R. tortuosa R.H.Petersen 1988 – Nueva Zelanda
- R. vestitipes (Peck) Corner 1950